# Хун Сен
Хун Сен (кхмер. ហ៊ុន សែន; род. 5 августа 1952, Кампонгтям) — камбоджийский политик и государственный деятель, председатель Сената Камбоджи и председатель правящей Народной партии Камбоджи. Занимал пост премьер-министра Камбоджи с 1985 по 2023 год. Командир Красных кхмеров в период гражданской войны. Порвал с полпотовским режимом, переориентировался на Вьетнам, с этих позиций активно участвовал в кампучийском конфликте 1980-х годов. Занимал высшие правительственные посты в НРК и Государстве Камбоджа. Сохранял руководство правительством и после восстановления монархии. Установил собственное авторитарное единовластие в результате фактического государственного переворота. По состоянию на 22 августа 2023 года правление Хун Сена являлось вторым по продолжительности в современной Азии и одним из самых длительных в мире.
26 июля 2023 года Хун Сен заявил, что намерен передать пост главы правительства своему старшему сыну Хун Манету. 22 августа 2023 года Хун Манет был утверждён в должность премьер-министра. В тот же день король Камбоджи Нородом Сиамони назначил Хун Сена председателем королевского совета.

## Ранние годы
Родился в семье богатых землевладельцев китайского происхождения. При рождении получил имя Хун Бунал, которое чаще произносилось Хун Нал. Хун Неанг, отец Хун Сена, был авторитетным буддистским проповедником. Однако материальное положение семьи было подорвано выкупом, который пришлось заплатить похитителям Ди Йон — матери Хун Сена.
Начальную школу Хун Нал окончил в родной деревне. В 13-летнем возрасте Хун Нал поступил в Пномпеньскую буддистскую школу. Вынужден был прервать учёбу после ареста преподавателя по политическим мотивам. Работал в провинции Мемот на каучуковой плантации. Занимался профсоюзной деятельностью.
С детства отличался упорством и честолюбием. На вопросы о выборе жизненного пути отвечал, что желает стать королём.

## Командир «Красных кхмеров»
В 1970 году в Камбодже произошёл республиканский переворот. Был отстранён от власти принц Нородом Сианук, установилась Кхмерская Республика во главе с генералом Лон Нолом. Хун Нал негативно воспринял эти перемены и примкнул к движению Красных кхмеров. Впоследствии он утверждал, что сделал это не из коммунистических, а из монархических убеждений — гражданскую войну «Красных кхмеров» против республиканского правительства Лон Нола он считал движением в поддержку принца Сианука.
Именно в рядах «Красных кхмеров» Хун Нал принял подпольный псевдоним Хун Сен, ставший его личным именем. Службу в Революционной армии Кампучии Хун Сен начинал курьером. К 1974 году дослужился до командира батальона. Участвовал в боях, лишился левого глаза из-за пулевого ранения. Это произошло 16 апреля 1975 года — за день до вступления «Красных кхмеров» в Пномпень и установления террористической диктатуры Пол Пота.
В 1976 году, при режиме Демократической Кампучии, 25-летний Хун Сен был назначен командиром бригады в «Восточной военной зоне». Свидетельств о непосредственном участии Хун Сена в полпотовском геноциде нет, однако как военный функционер он способствовал организации принудительного труда на контролируемых территориях.
С 1977 года полпотовская верхушка начала чистку партийно-государственного аппарата и военного командования. Функционеры пограничной с Вьетнамом «Восточной зоны» оказались под особым подозрением. Не дожидаясь репрессий, Хун Сен бежал во Вьетнам.

## В правительстве НРК
Несколько месяцев Хун Сен провёл во вьетнамской тюрьме. После проверки лояльности он был освобождён и включён в группу перебежчиков, сформировавшую под вьетнамским контролем Единый фронт национального спасения Кампучии (ЕФНСК). Состоял в руководстве ЕФНСК, был одним из ближайших сподвижников Хенг Самрина и Чеа Сима.
22 декабря 1978 года началась массированная вьетнамская интервенция в Кампучию. 7 января 1979 года вьетнамские войска вошли в Пномпень. Под вьетнамским контролем была провозглашена Народная Республика Кампучия (НРК). Правительственные функции принял Народно-революционный комитет, с 1981 года Государственный совет НРК под председательством Хенг Самрина. Полпотовские войска отступили в труднодоступные районы и повели партизанскую войну.
С 7 января 1979 года Хун Сен занял пост министра иностранных дел. На этом посту перед ним стояла задача обеспечить международное признание НРК. Однако официальные связи с НРК установили только тридцать три государства социалистического лагеря и социалистической ориентации. Большинство стран мира и ООН признавали не правительство НРК (как пришедшее к власти в результате иностранной интервенции), а объединённую оппозицию — Коалиционное правительство Демократической Кампучии.
Во внутренней политике Хун Сен всецело поддерживал курс Хенг Самрина на «социалистические преобразование» при однопартийном режиме. В 1985 году Хун Сен как ближайший сподвижник Хенг Самрина был назначен премьер-министром НРК. С этого времени он начал постепенно оттеснять своего покровителя, концентрируя в своих руках реальную власть, устанавливая контроль над административными и силовыми структурами.

## В переходный период
Упорное вооружённое сопротивление оппозиции (полпотовцев, демократов, монархистов), изменения общемировой обстановки вынудили правящий режим НРК пойти на политические уступки. С 1 мая 1989 года инициированные Хун Сеном конституционные изменения преобразовали НРК в формально деидеологизированное Государство Камбоджа.
В Париже начались переговоры о политическом урегулировании, в которых Хун Сен играл одну из ключевых ролей. 23 октября 1991 года были заключены Парижские соглашения, формально завершившие многолетнюю войну.
Понимая неизбежность уступок и реставрации монархии, Хун Сен сделал ряд жестов лояльности в отношении Нородома Сианука, монархических и буддистских традиций. В значительной степени под его влиянием правящая Народно-революционная партия Кампучии отказалась от марксистско-ленинской идеологии, провозгласила приверженность принципам парламентской демократии, экономического либерализма и частной собственности, переименовалась в Народную партию Камбоджи.
Хун Сен сохранил пост премьер-министра в Государстве Камбоджа после вывода вьетнамских войск. 17 октября 1991 года Хенг Самрин оставил пост генерального секретаря правящей партии, а 6 апреля 1992 года — председателя Госсовета. Формально преемником Хенг Самрина стал Чеа Сим, но реально партийно-государственное руководство сосредоточилось в руках Хун Сена.

## Установление единовластия
В 1993 году в Камбодже была восстановлена монархия, на трон вернулся король Сианук. На многопартийных выборах наибольшее количество голосов получила монархическая партия ФУНСИНПЕК, НПК, неожиданно для своего руководства, заняла второе место.

Я никогда не сомневался, что на выборах победят монархисты. Равно как и в том, что при любых итогах выборов власть сохранит Хун Сен.

Гаффар Пеанг-Мет

В результате сложного компромисса между ФУНСИНПЕК и НПК при посредничестве короля был введён — по настоянию Хун Сена — институт двойного премьерства. Первым премьер-министром стал сын Сианука принц Нородом Ранарит, вторым премьер-министром — Хун Сен. Отношения между ними были сложными и враждебными. Оба премьера обвиняли друг друга в узурпаторстве, некомпетентности, тайном сговоре с полпотовцами. Ранарит обладал покровительством короля и поддержкой избирателей, но Хун Сен опирался на контролируемый госаппарат.
Конец двоевластию положило вооружённое столкновение июля 1997 года. Опираясь на лично преданных ему силовиков, прежде всего своего главного телохранителя и будущего свата Хок Лунди, Хун Сен фактически совершил государственный переворот. Нородом Ранарит был отстранён от власти, партия ФУНСИНПЕК разгромлена. Король Сианук вынужден был примириться с установлением авторитарного единовластия Хун Сена. Отношения между монархом и главой правительства не изменились после отречения Сианука и воцарения Нородома Сиамони в 2004 году.
В 1998, 2003, 2008 годов НПК во главе с Хун Сеном одержала победы на выборах в Национальную ассамблею. Формально правительства создавались на основе коалиции НПК с ФУНСИНПЕК, реально политику определяла партия Хун Сена. В 2004 году Хун Сен одержал верх в политическом конфликте со своим последним влиятельным соперником Чеа Симом (формальным главой государства в короткий период «междуцарствия») и свёл его функции к сугубо церемониальным. После смерти Чеа Сима в 2015 году Хун Сен официально возглавил Народную партию Камбоджи.
На выборах 2013 года большого успеха добилась оппозиционная Партия национального спасения Камбоджи во главе с Сам Рейнгси. Оппозиция не признала объявленные итоги и организовала массовые протесты, к которым примкнули пномпеньские рабочие. Уличные антиправительственные выступления были жёстко подавлены. Урегулировать ситуацию удалось личными переговорами Хун Сена с Сам Рейнси.

## Премьерское правление
По состоянию на 22 августа 2023 год, Хун Сен возглавлял правительство Камбоджи (Народной Республики Кампучии, Государства Камбоджа, Королевства Камбоджа) более 38 лет. Его правление являлось самым длительным в истории Камбоджи, и в современной Азии (после султана Брунея Хассанала Болкиаха и иранского аятоллы Хаменеи). С 11 ноября 2020 года, после смерти премьер-министра Бахрейна Халифы ибн Салман Аль Халифы, и до 22 августа 2023 года премьерское правление Хун Сена являлось самым продолжительным в мире.
С 1998—1999 годов, после ликвидации двоевластия и окончательного разгрома «Красных кхмеров», политическая обстановка в Камбодже в целом стабилизировалась. После десятилетий войны и геноцида это считалось достижением, которое ставилось в заслугу Хун Сену. На тот же период пришёлся экономический рост, развитие инфраструктуры. Негативные же ситуации вменялись в вину чиновникам низших рангов.
В то же время режим Хун Сена часто рассматривался как авторитарный и коррумпированный, регулярно нарушавший права человека и унаследовавший худшие черты НРК и вьетнамской оккупации. Никогда не забывалась и принадлежность Хун Сена в молодости к «Красным кхмерам».
Политика НПК под руководством Хун Сена лишилась каких-либо выраженных идеологических черт, приняв за ориентир прагматизм и концепцию «эффективного управления» (в этом ее несомненное отличие от времён НРК). Политический стиль Хун Сена был демонстративно авторитарен.

Камбоджийское радио всё чаще использует термин «царствование». Речь идёт не о Нородоме Сиамони, монархом называют Хун Сена… «Он любит показывать, что является хозяином страны», — заявлял Рауль-Марк Женнар, советник камбоджийского правительства. Хун Сен имеет привычку говорить о себе в третьем лице. В одном из интервью 2001 года он высказал свою концепцию власти: «Чтобы быть лидером, нужна сила и твёрдость. Если нет твёрдости, у власти не удержаться».

После гибели Хок Лунди в авиакатастрофе в 2008 году ближайшим сподвижником Хун Сена и куратором силовых структур стал вице-премьер и министр внутренних дел Сар Кенг.
Критики Хун Сена сравнивали его режим с «военно-экономической мафией». Отдельно говорилось об антисоциальной политике, изъятии у населения земельной собственности, вырубке лесов, поощрении вьетнамской иммиграции и китайского капитала за счёт национального предпринимательства. Публиковались расследования о принадлежности Хун Сену и членам его семьи доходной недвижимости, СМИ и нефтяных ресурсов.
Арабская весна и политические кризисы в ряде стран, особенно смена власти на Украине, часто оцениваемая[кем?] как государственный переворот, вызвали у камбоджийских властей опасения массовых беспорядков. Хун Сен заранее предупреждал, что против «хаоса» будут приняты жёсткие меры. Заметно ужесточились репрессивные акции в отношении оппозиционных активистов. Ответственность за обострение обстановки в стране Хун Сен возлагал на «некоторые иностранные круги».

Я не только ослаблю оппозицию, я их сделаю мёртвыми… Если у кого-то хватит сил попытаться провести демонстрацию, буду бить этих собак и засуну в клетку.

Хун Сен, 20 января 2011 года, в разговоре о свержении президента Туниса Бен Али

Целый ряд подобных высказываний и соответствующих действий был приведён в докладе Human Rights Watch «30 лет Хун Сена», изданном в 2015 году. В 2019 году Хун Сен поставил перед министерством обороны задачу не допустить возврата оппозиционных эмигрантов: «Нападайте на них, где бы вы их ни увидели. Ордеров на арест не надо. Это право вооружённых сил. Будем использовать все виды оружия, чтобы их уничтожить».

## Оставление должности
В декабре 2021 года съезд и пленум ЦК НПК определили схему будущей передачи власти. Было запланировано наследование премьерского поста Хун Манетом — старшим сыном Хун Сена. 26 июля 2023 года Хун Сен официально заявил, что намерен передать власть Хун Манету.
При этом появлялась информация о закулисных разногласиях в партийно-государственном руководстве. Влиятельный министр обороны Теа Бан и члены его семейного клана, первоначально, настороженно отнеслись к плану «династического наследования». Лидер камбоджийской оппозиции Сам Рейнгси высказался за кандидатуру Теа Сейха — сына Теа Бана — на пост премьер-министра. Он призвал сплотиться против Хун Сена вокруг Теа Сейха, Теа Бана и адмирала Теа Вина. Однако Хун Сену удалось убедить Теа Бана и Сар Кенга согласиться с премьерством Хун Манета — взамен Минобороны и МВД остались под их семейным контролем.
22 августа 2023 года Национальная ассамблея Камбоджи утвердила состав нового правительства. Хун Сен оставил правительственную власть после 38-летнего правления. Хун Манет впервые выступил в должности премьер-министра. (Аналогичное «наследование» было произведено и в ключевых силовых ведомствах: новым министром обороны стал Теа Сейха, сын Теа Бана; новым министром внутренних дел — Сар Сокха, сын Сар Кенга.) Хун Сен заявил, что он отныне является отцом премьер-министра — что и являлось его целью. Он выразил уверенность в дееспособности нового поколения государственных руководителей. В тот же день Нородом Сиамони назначил Хун Сена председателем королевского совета.

## Личная жизнь и семья
В 1976 году Хун Сен женился на Бун Рани, медсестре из госпиталя, в котором он находился после ранения. Заключение брака было сопряжено с трудностями, постольку в системе «Красных кхмеров» эта сторона жизни жёстко контролировалась партийным руководством и связи на основе взаимной симпатии считались нежелательными. Разрешение было дано не сразу и только в групповом порядке. После побега мужа во Вьетнам, Бун Рани была репрессирована полпотовцами. Вновь соединиться им удалось только после вьетнамской интервенции в 1978—1979 годах.
С 1998 по 2023 год Бун Рани имела статус первой леди Камбоджи и именовалась «её превосходительство». Бун Рани возглавляла камбоджийский Красный крест, курировала программы здравоохранения.
Супруга Хун Сена заработала репутацию женщины жёсткой и властной. Оппозиция обвиняла Бун Рани в использовании ресурсов «Красного креста» в политических интересах НПК.
Есть версия о причастности Бун Рани к убийству известной камбоджийской актрисы Писит Пилика, предположительно совершённом людьми Хок Лунди по указанию первой леди, недовольной отношениями актрисы с мужем-премьером.
В браке Хун Сен и Бун Рани имели шестерых детей — четырёх сыновей, одну родную и одну приёмную дочь. Хун Камсот умер в раннем детстве. Четверо играют видную роль в камбоджийских силовых структурах, политике и экономике. Хун Манет — генерал-лейтенант, Хун Манит — бригадный генерал камбоджийской армии. Хун Мани — политик, депутат Национальной ассамблеи от НПК. Дочь Хун Мана — крупный медиа-бизнесмен.
Хун Манет женат на дочери Хок Лунди Хок Чиндави. Хун Мана замужем за сыном Хок Лунди Ди Вичеа.
Хун Ненг, старший брат Хун Сена, был губернатором Кампонгтяма, затем депутатом парламента от НПК.
В октябре 2007 года Хун Сен публично отрёкся от приёмной дочери Хун Мали в связи с тем, что она лесбиянка. Он заявил, что «вообще» нормально относится к подобным явлениям, но не может потерпеть подобного в своей семье.
Хун Сен обладатель почётного титула самдеать, который присваивается только королём Камбоджи.
Хун Сен получил два высших политологических образования. Он почётный член многих научных учреждений мира, в том числе РАЕН.

## Награды
- Орден Дружбы (25 июля 2021 года, Россия) — за большие заслуги в укреплении дружбы и сотрудничества между народами России и Камбоджи[40].
- Орден князя Ярослава Мудрого III степени (30 декабря 2022 года, Украина) — за весомый личный вклад в укрепление межгосударственного сотрудничества, поддержку государственного суверенитета и территориальной целостности Украины[41]
- Орден «Хосе Марти» (12 сентября 1999 года, Куба)[42].
- Большая лента ордена Белого слона (2001 года[43])